# Дерево с золотыми яблоками
«Дерево с золотыми яблоками» — кукольный мультфильм 1999 года, созданный на студии «Кристмас Филмз», заказчик — 4 канал Британской телекомпании BBC. Режиссёр Наталья Дабижа создала в проекте «Сказки народов мира» мультфильм по мотивам голландской сказки.

## Сюжет
В Голландии очень много ветряных мельниц. Возле одной из них стоял дом, в котором жили мельник и его дочь Марика. Девушка прекрасно вышивала, а за делом пела так чарующе, что даже ветер заслушивался. Старый мельник заболел и велел дочери позвать соседей. Когда гости пришли, мельник стал рассказывать: «Когда я сватался к матери Марики, её отец рассказал мне и моим братьям об острове на той стороне озера, где растёт дерево с золотыми яблоками. И я достал золотое яблоко для матери Марики в доказательство моей любви. Дорогие соседи, я пригласил вас сюда потому что чувствую, что мой конец близок. Теперь настала моя очередь отдать свою дочь тому из вас, кто принесёт золотое яблоко в доказательство своей любви.» Корнелиус растолкал остальных, первым добежал до лодки и оттолкнулся от берега. Марика взмолилась ветру: «Не дай ему достать золотое яблоко!» Налетел вихрь и выбросил лодку обратно на берег. Лодка разбилась, Корнелиус ушиб руку. Всю ночь Ян мастерил плот, когда утром спускал его с берега, Дик отвлёк Яна и угнал плот. Марика воскликнула: «Ян, он украл твой плот!» Ветер стих, а потом налетел вихрь и разбил плот о берег, Дик ушиб ногу. Ян сказал Марике: «Мастерить плот больше не из чего.» Утром Ян увидел, что вода покрылась льдом. Ян обрадовался, надел на ноги коньки и распевая песню о своей любви помчался по льду за золотым яблоком, а ветер подталкивал его в спину. Когда Ян вернулся с яблоком, Корнелиус и Дик попытались его отобрать, но ветер сбил их с ног. Марика получила яблоко, а её отец сказал: «Теперь вы можете пожениться!»

## Создатели
| Автор сценария:       | Маартен Копман                                |
| Режиссёр:             | Наталья Дабижа                                |
| Художник-постановщик: |                                               |
| Композитор:           |                                               |
| Кинооператоры:        | Валентин Свешников, Александр Виханский       |
| Художники-аниматоры:  | Алла Соловьёва, Ольга Панокина, Фазил Гасанов |
| Продюсеры:            | Екатерина Бабахина                            |

## Фестивали и премии
- 2000 — V Открытый Российский Фестиваль анимационного кино в Тарусе : Приз жюри группе аниматоров, работавших над фильмом — «Дерево с золотыми яблоками» и «Тростниковая шапочка». Рейтинг: 4 место.[1]
- 2000 — Премия «Ника» за лучший анимационный фильм — Номинация.
- 2001 — МКФ «Крок» : Диплом «За высокий уровень кукольной анимации» — «Дерево с золотыми яблоками» (Наталья Дабижа).[2]

## Видео
Мультфильм выпускался на DVD в сборнике мультфильмов «Волшебная кисточка» Выпуск 1.